# Beleg van Jeruzalem (614)
Het Beleg van Jeruzalem vond in tussen 15 april en 5 mei 614 plaats en resulteerde in de verovering van Jeruzalem van de Sassaniden op het Byzantijnse Rijk.

## Geschiedenis
In de voortwoedende oorlogen tussen het Byzantijnse Rijk en de Sassaniden lanceerde shah Khusro II in 610 een grootschalige invasie in het Byzantijnse Rijk. In 611 veroverde hij Antiochië en in 613 Damascus. Het jaar daarop viel de Perzische generaal Shahrbaraz Palestina binnen op op 15 april sloeg hij zijn kamp op voor de muren van Jeruzalem. De patriarch van de stad, Zacharias, wilde de stad overgeven aan de Sassaniden om bloedvergieten te voorkomen, maar deze poging werd verijdeld door de christenen die wel de strijd aan wilden gaan. Op 5 mei wisten de Perzen met Joodse hulp uit de stad toegang tot Jeruzalem te verkrijgen.
Vervolgens volgde er in de stad een massamoord op de christenen. Ruim 60.000 van hen werden vermoord en 35.000 anderen werden tot slaaf gemaakt. De heilige relieken van de stad, zoals het Ware Kruis, werden verstopt, maar gevonden en zijn werden samen met de patriarch naar de nestoriaanse Perzische koningin (sjahbanu) Maria gestuurd. De verovering van Jeruzalem door de Sassaniden werd niet licht opgepakt en de herovering kreeg de aard van een Heilige Oorlog. In 629 kreeg het Byzantijnse Rijk haar verloren regio's en ook Jeruzalem weer terug.